# Eduard von Engerth
Eduard rytíř von Engerth (13. května 1818, Pština – 28. července 1897, Semmering) byl rakouský historický malíř, představitel akademismu, profesor na pražské Akademii.

## Život
Eduard Engerth byl synem sasko-anhaltského knížecího dvorního malíře Josefa Engertha (1775-1831) a jeho manželky Juliany, rozené Nowakové, a bratrem konstruktéra Wilhelma Engertha. Jeho prvním učitelem byl otec, později byl žákem Leopolda Kupelwiesera na Akademie der bildenden Künste Wien, která mu v roce 1845 udělila cenu za historickou malbu. Stipendium (tehdy nazývané penze) mu umožnilo v roce 1847 uskutečnit studijní cesty do Itálie, Francie, Anglie a Orientu. V Římě namaloval svůj první důležitý obraz: Zajetí rodiny krále Manfreda po bitvě u Beneventa.
Roku 1854 byl jmenován ředitelem Akademie výtvarných umění v Praze, kde se zaměřoval na tvorbu portrétů. Kromě toho ve farním kostele v Altlerchenfeldu v 7. vídeňském obvodu dokončil fresky podle vlastního návrhu a v presbytáři podle předlohy Josefa Führicha. Namaloval četné podobizny, mimo jiné portréty císaře Františka Josefa I. a císařovny Alžběty Bavorské.
Jeho pražskými žáky byli např. Petr Maixner, Viktor Barvitius, Antonín König, Gabriel Max, František Ženíšek, Karel Václav Klíč nebo Jan Heřman.
V roce 1865 byl jmenován profesorem na Akademii výtvarného umění ve Vídni, kde vytvořil své druhé zásadní dílo – Vítězství prince Evžena Savojského v bitvě u Zenty. Roku 1868 namaloval v nově postavené Vídeňské dvorní opeře dvě fresky: Figarova svatba a Korunovace císaře Františka Josefa I. uherským králem. Roku 1871 se stal kustodem a ředitelem c. a k. obrazárny v Belvederu, od roku 1873 dal do Vídně převézt mnohé historické obrazy z depozitářů v korunních zemích monarchie, restaurovat je a zařadit do zdejších císařských sbírek. V roce 1890 je uspořádal v novém Uměleckohistorickém muzeu a v roce 1882 publikoval podrobný katalog zde vystavených děl. Za své zásluhy byl jmenován dvorním radou.

### Rodinný život
Eduard Engerth byl dvakrát ženat: první sňatek se uskutečnil ve Vídni roku 1847, manželka Ida Dubská von Wittenau (1813-1847) ještě téhož roku zemřela. Podruhé se oženil roku 1851 s Augustou von Luschin (*1823 Lublaň-1912 Vídeň). Podle úředních záznamů bylo i druhé manželství bezdětné.

## Galerie

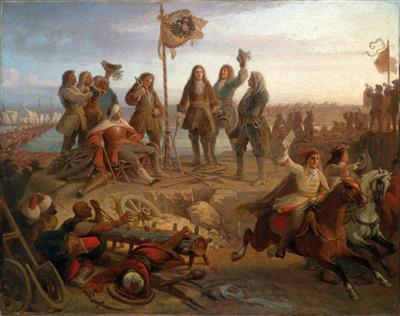
Princ Evžen Savojský posílá císaři zprávu o vítězství u Zenty (1860)
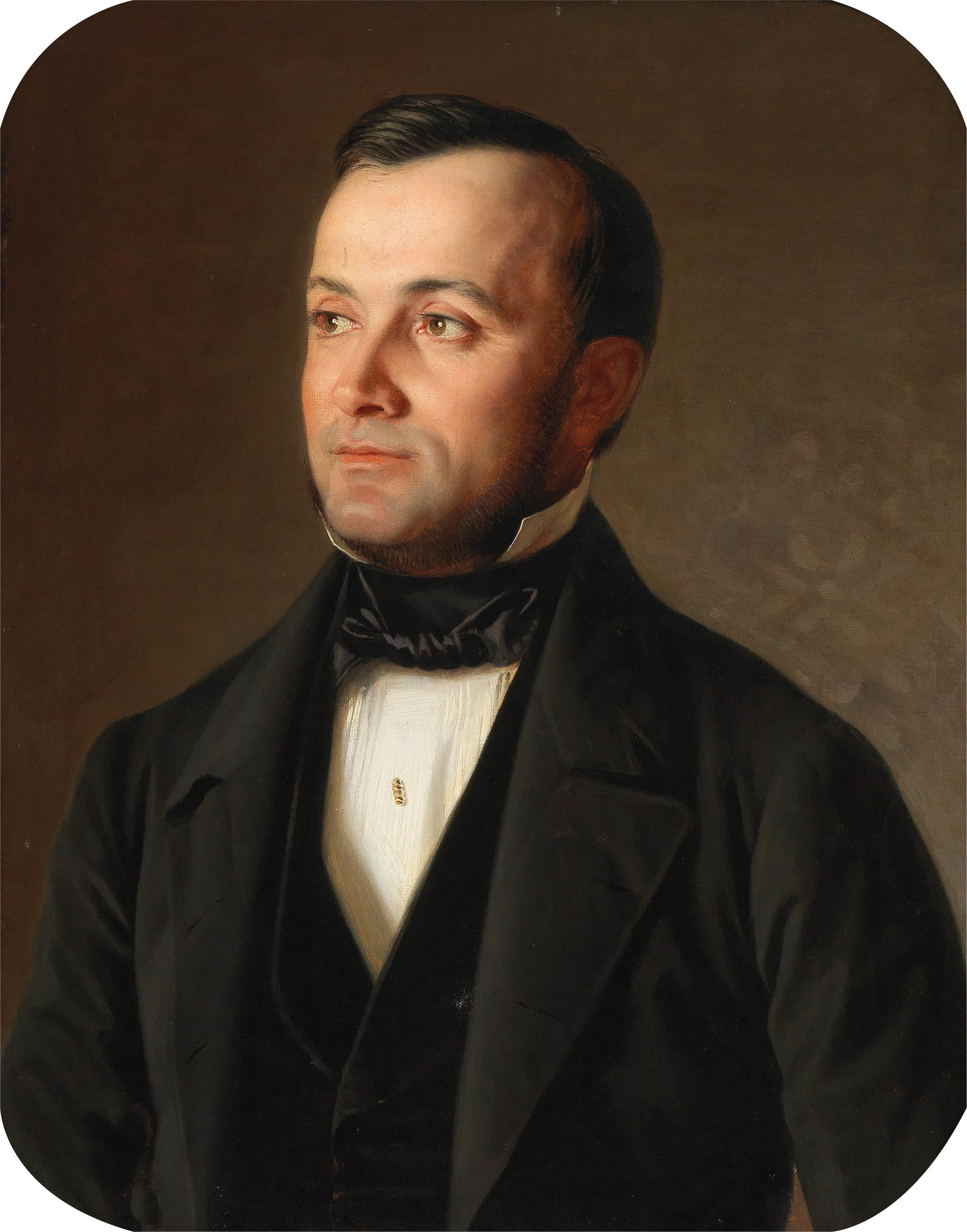
Portrét lékaře Jana z Valeru (1860)
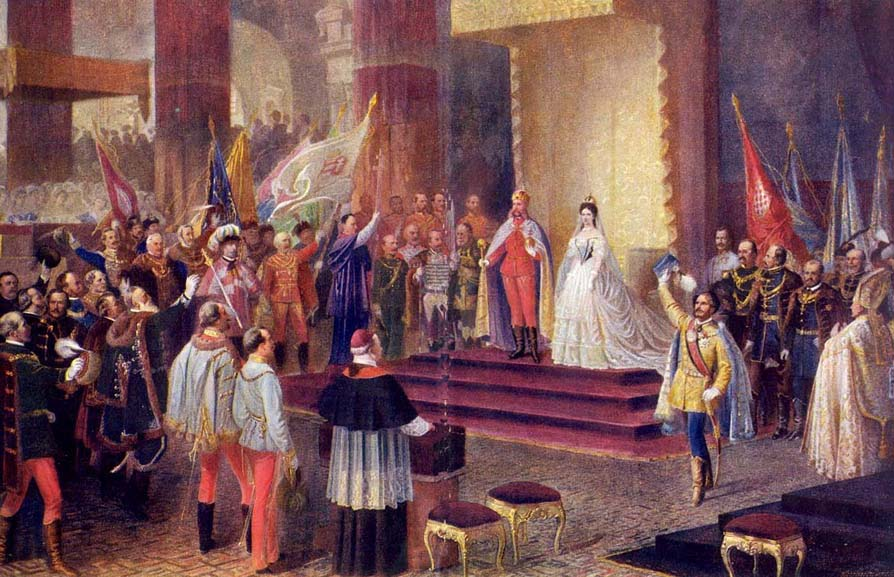
Korunovace císaře Františka Josefa I. a císařovny Alžběty na krále a královnu Uher 8. června 1867
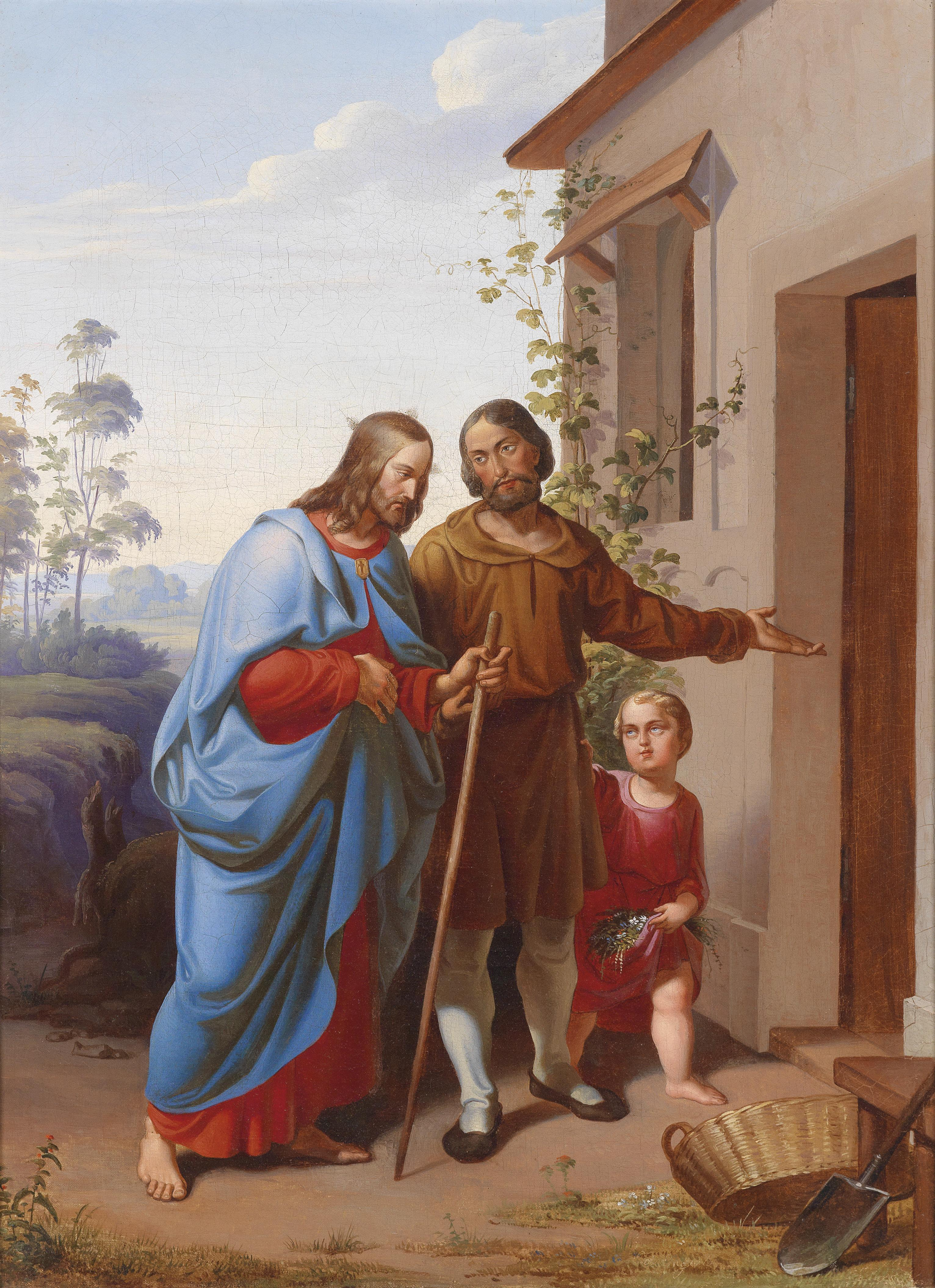
Kristus je vítán
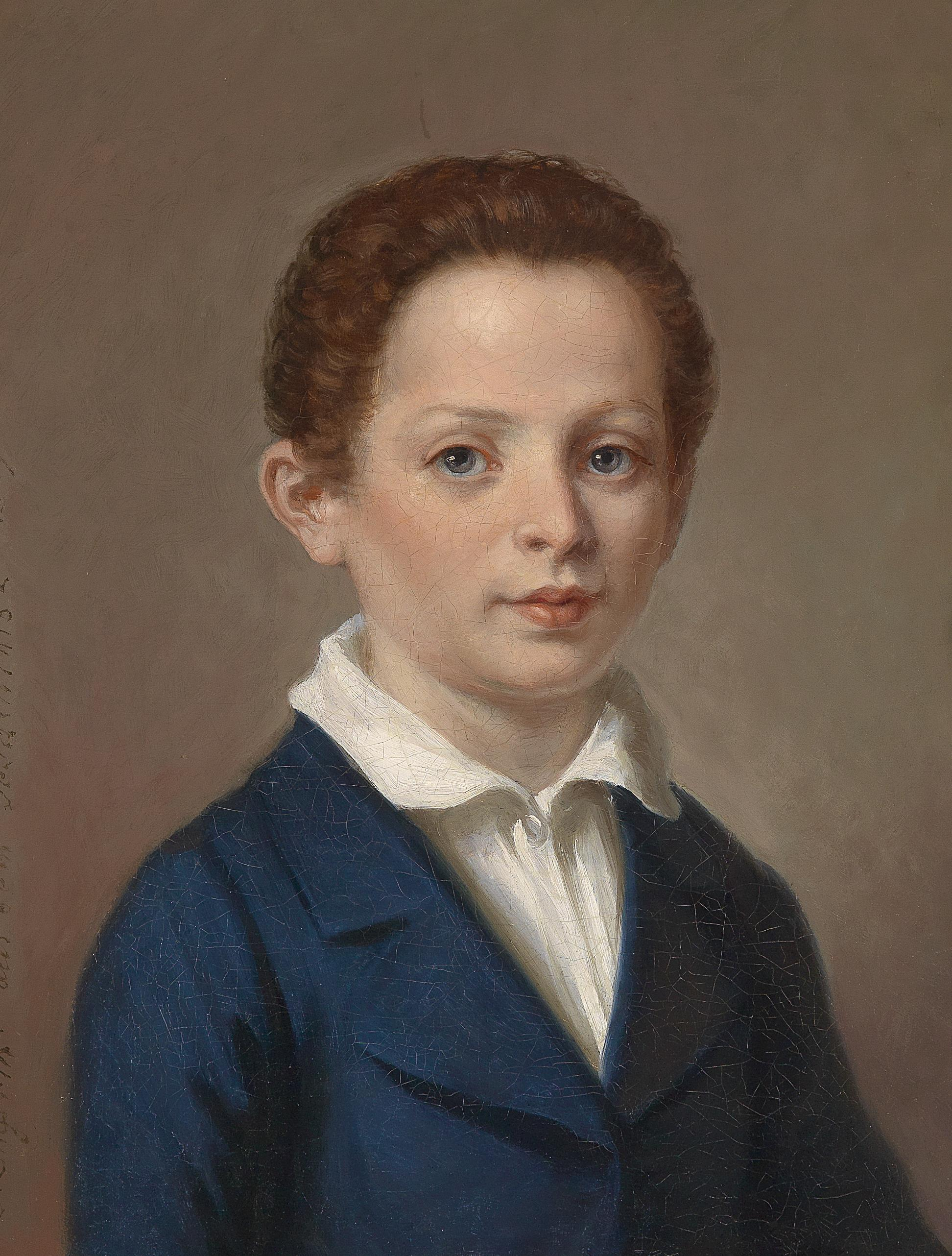
Portrét chlapce v modrém (1849)
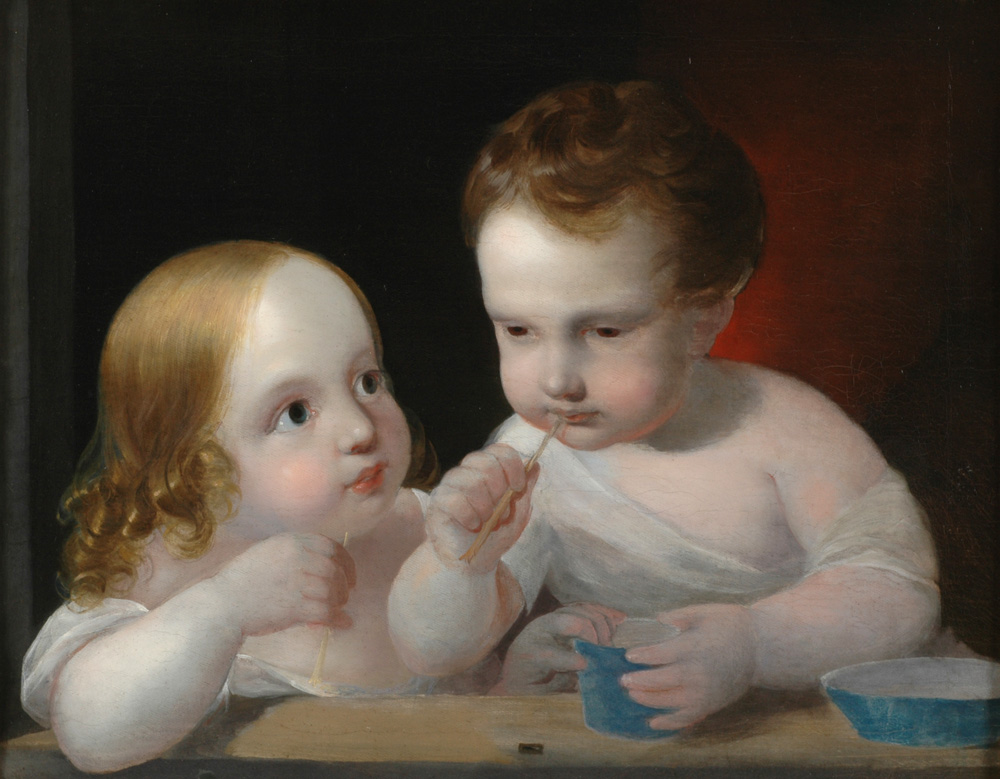
Děti při hře s mýdlovou pěnou
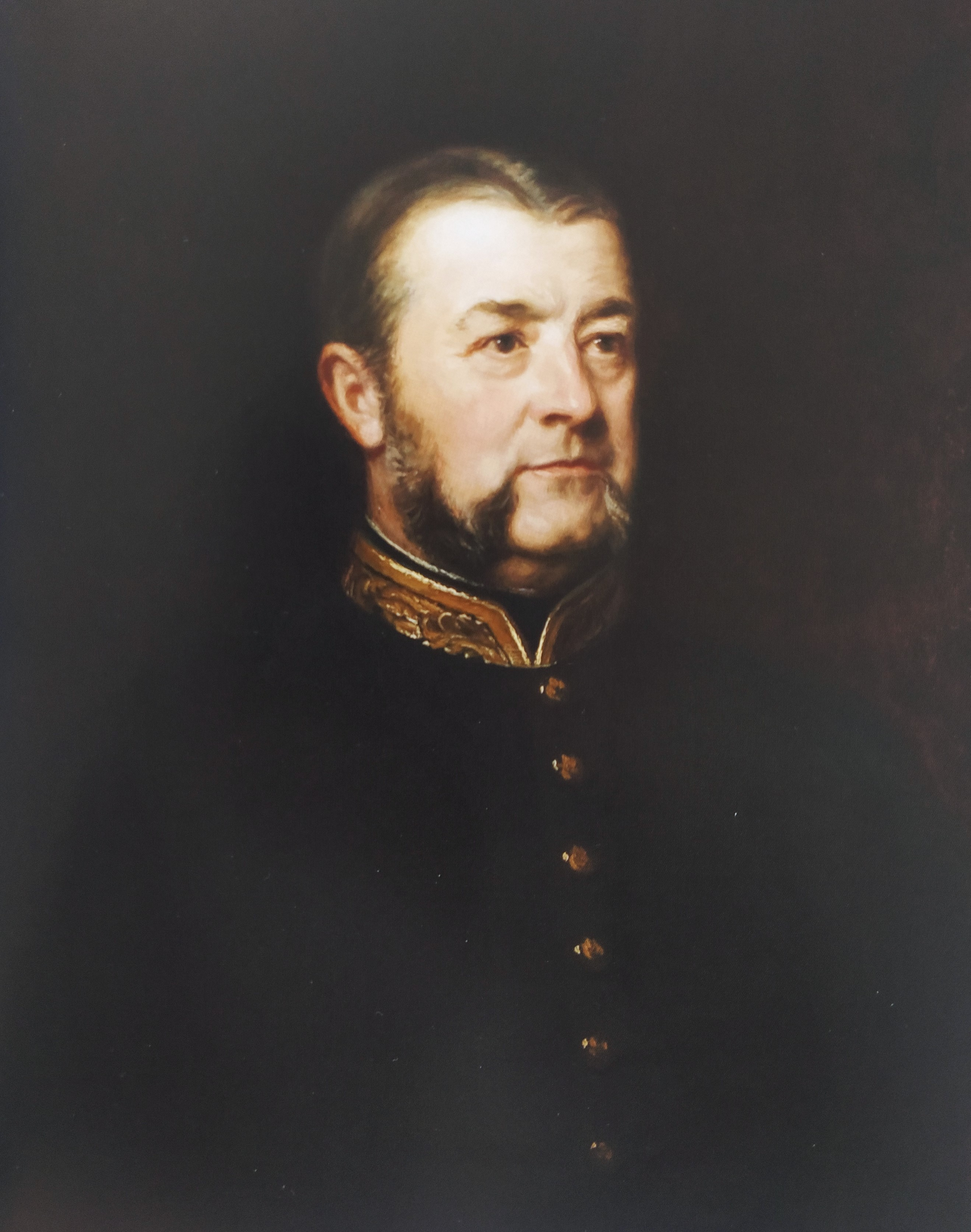
Rakouský ministerský předseda Adolf z Auerspergu (1872, Národní muzeum Praha)